# Papyrius flavus
Papyrius flavus é uma espécie de formiga do gênero Papyrius.